# Elecciones estatales de Querétaro de 1997
Las elecciones estatales de Querétaro de 1997 se llevaron a cabo el domingo 6 de julio de 1997, simultáneamente con las elecciones federales, y en ellas se renovaron los siguientes cargos de elección popular en el estado mexicano de Querétaro:
- Gobernador de Querétaro. Titular del Poder Ejecutivo del estado, electo para un periodo de seis años no reelegibles en ningún caso, el candidato electo fue Ignacio Loyola Vera.
- 18 ayuntamientos. Compuestos por un Presidente Municipal y regidores, electos para un periodo de tres años no reelegibles para el periodo inmediato.
- 25 Diputados al Congreso del Estado. 15 Electos por mayoría relativa en cada uno de los Distrito Electorales y 10 electos bajo el principio de Representación Proporcional.

## Resultados electorales

### Gobernador
| Partido | Partido                              | Candidato | Candidato                     | Votos   | Porcentaje |
| ------- | ------------------------------------ | --------- | ----------------------------- | ------- | ---------- |
|         | Partido Acción Nacional              |           | Ignacio Loyola Vera Hecho     | 210,693 | 45.06      |
|         | Partido Revolucionario Institucional |           | Fernando Ortiz Arana          | 186,451 | 39.88      |
|         | Partido de la Revolución Democrática |           | Carlos Saint Martin Caballero | 34,185  | 7.30       |
|         | Partido del Trabajo                  |           | Eduardo León Chain            | 10,281  | 2.2        |
|         | Partido Cardenista                   |           | José Ortiz Arana              | 14,162  | 3.03       |
|         | Partido Verde Ecologista de México   |           | Aline Albert Pradas           | 7,595   | 1.6        |
|         | Partido Popular Socialista           |           | Enrique Pozos Tolentino       | 2.527   | 0.55       |
|         | Partido Demócrata Mexicano           |           | Rosendo de la Torre Valdez    | 1,675   | 0.36       |
|         | Nulos                                |           |                               | 0       | 0.0        |
|         | No registrados                       |           |                               | 0       | 0.0        |

Fuente: Instituto de Mercadotecnia y Opinión

### Ayuntamientos

#### Ayuntamiento de Querétaro
- Francisco Garrido Patrón  Hecho

#### Ayuntamiento de San Juan del Río
- Cecilio Ortega Mejía  Hecho

#### Ayuntamiento de Jalpan
- Mario Ulises Ramírez Altamirano  Hecho

#### Ayuntamiento de Pedro Escobedo
- Alonso Landeros Tejeida  Hecho

#### Ayuntamiento de Amealco
- Javier Rodríguez Ferrusca  Hecho

#### Ayuntamiento de Arroyo Seco
- J. Esteban Luna Ramírez  Hecho

#### Ayuntamiento de El Marqués
- Jose Gutiérrez Lara  Hecho

| Partido/Alianza | Partido/Alianza                      | Municipios |
| --------------- | ------------------------------------ | ---------- |
|                 | Partido Acción Nacional              | 3          |
|                 | Partido Revolucionario Institucional | 15         |
|                 | Partido de la Revolución Democrática | 0          |
|                 | Partido del Trabajo                  | 0          |
|                 | Partido Verde Ecologista de México   | 0          |
|                 | Partido Cardenista                   | 0          |
|                 | Partido Demócrata Mexicano           | 0          |
|                 | Partido Popular Socialista           | 0          |

Fuente: Instituto de Mercadotecnia y Opinión

#### Ayuntamiento de Ezequiel Montes
- Hipólito Pérez Montes  Hecho

#### Ayuntamiento de Peñamiller
- Ariel Hernández Hurtado  Hecho